# Инкарбаев, Зайкен
Зайке́н Инкарба́ев (каз. Зайкен Іңкәрбаев; 1928—1994) — советский казахский общественный и политический деятель.

## Биография
Выпускник Каркаралинской СОШ. Окончил Карагандинский горный техникум, Алма-Атинский горно-металлургический институт, Высшую партийную школу при ЦК КПСС.
Трудовую деятельность начал рядовым рабочим на шахте № 18 комбината «Карагандауголь». Начальник цеха вентиляции, помощник главного инженера на шахтах Караганды.
В 1964—1985 годах — 2-й секретарь Саранского городского комитета партии, председатель городского совета народных депутатов города Абая, 1-й секретарь Каркаралинского районного комитета партии (1973-77), председатель областной плановой комиссии, заместитель председателя облисполкома, председатель плановой комиссии Карагандинского облисполкома (1977—1982), председатель Карагандинского облисполкома (1982-1988).
Награждён двумя орденами Трудового Красного Знамени, орденом «Знак Почета» и медалями.
Делегат 27-го съезда КПСС.